# Le Rhône 9C

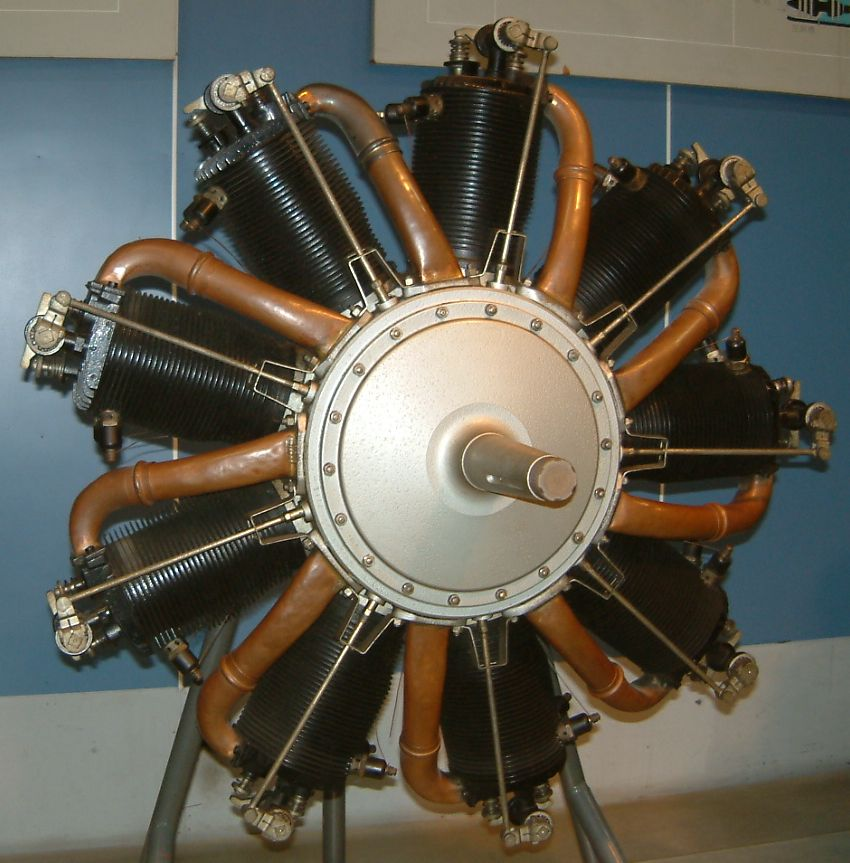
Motor Le Rhône 9C v muzeu v Tokiu, tento exemplář byl licenčně vyroben v Japonsku v roce 1922 a zamontován v letounu Nieuport 24C1

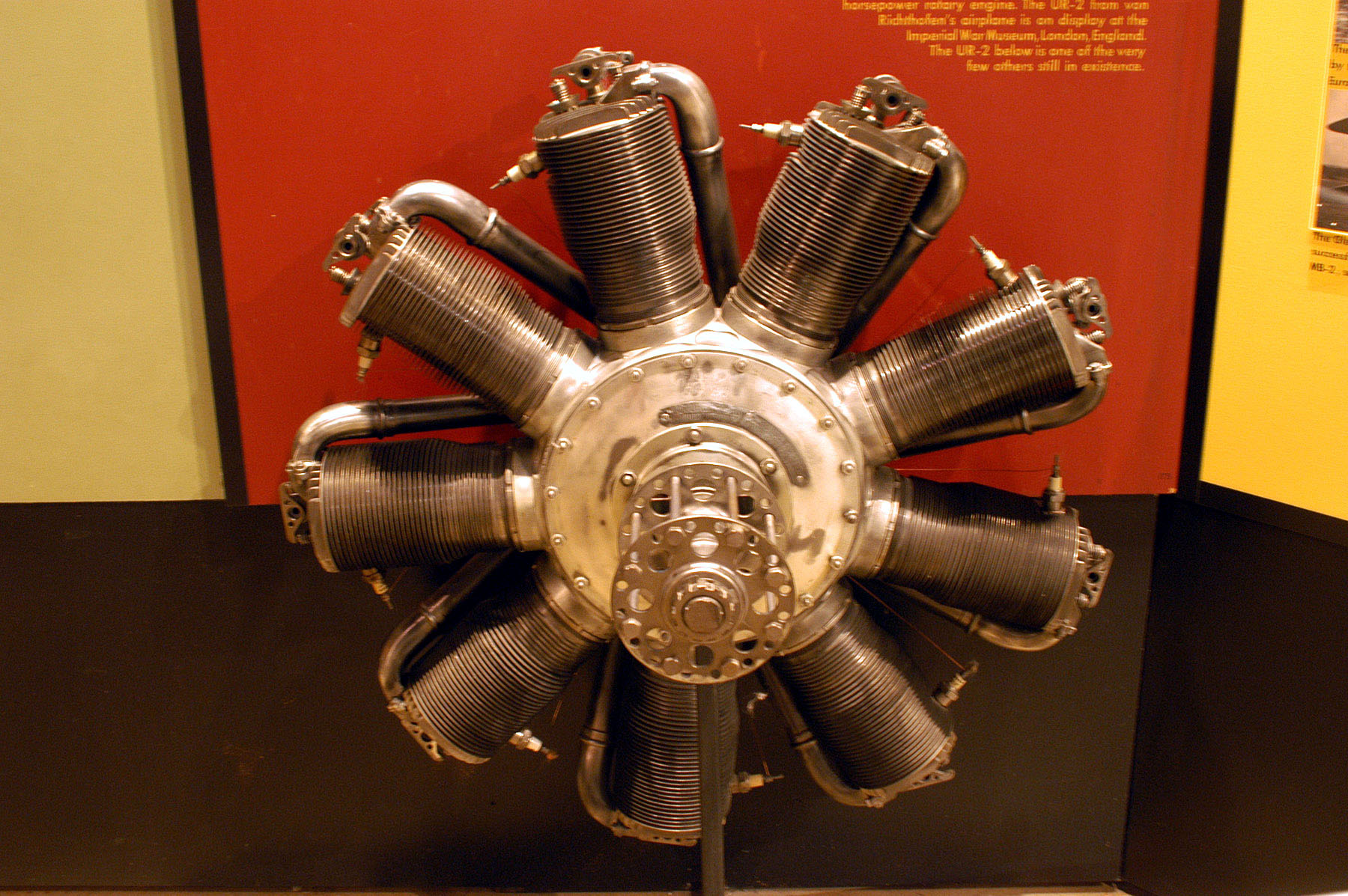
Oberursel Ur.II v Muzeu USAF v Ohiu

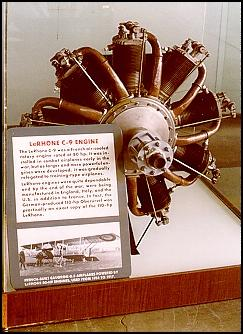
Le Rhône 9C v Muzeu USAF v Ohiu

Le Rhône 9C byl letecký, vzduchem chlazený, 9válcový, rotační motor o výkonu 80 k (58,8 kW), francouzské firmy Société des Moteurs Gnome et Rhône vyráběný během první světové války. V prvních letech války byl stěžejním leteckým motorem, který byl montován do řady spojeneckých stíhacích letounů.
Licenčně se motory Le Rhône 9C vyráběly např. ve Velké Británii, Itálii, Rusku a USA.
Mezi letouny, které létaly s motory Le Rhône 9C, patřily např. Nieuport 10, Nieuport 11, Nieuport 21 či Sopwith Pup.

## Le Rhône 9C
- Výroba od: 1914
- Vzduchem chlazený čtyřdobý rotační hvězdicový devítiválec, s ventilovým rozvodem OHV
- Vrtání válce: 105 mm
- Zdvih pístu: 140 mm
- Zdvihový objem motoru: 10,91 litru
- Kompresní poměr: 4,5
- Hmotnost suchého motoru: 121 kg
- Výkon: 80 k (58,8 kW)
  - krátkodobý maximální výkon: 93 k (69,3 kW) při 1300 ot/min.